# Branchiostegali

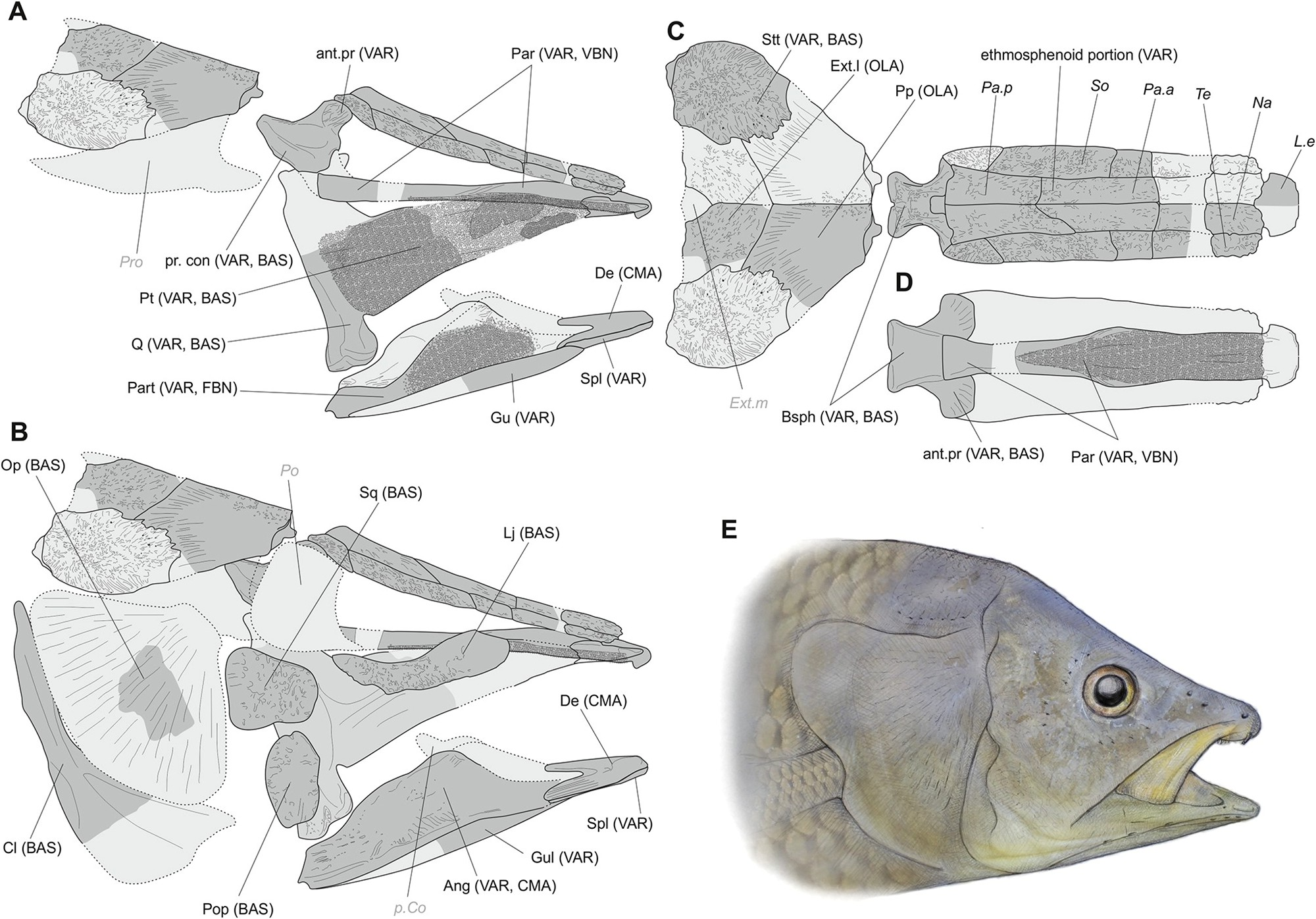
Cranio di Axelrodichthys megadromos. Nella figura B è indicato l'opercolo (Op).

I branchiostegali (o raggi branchiostegali) sono strutture ossee o cartilaginee presenti nei pesci ossei (Osteichthyes) che supportano la membrana branchiostegale, una parte dell'apparato respiratorio dei pesci. Si trovano sotto l'opercolo, il "coperchio" che protegge le branchie, e hanno il compito di aiutare nella ventilazione delle branchie.

## Funzione
Le membrane branchiostegali e i loro raggi lavorano insieme al movimento dell'opercolo per facilitare il passaggio dell'acqua attraverso le branchie. Questo processo è essenziale per la respirazione, poiché l'acqua che scorre sulle branchie permette lo scambio di ossigeno e anidride carbonica.

## Struttura
Sono generalmente formati da sottili ossa o cartilagini disposte in una serie che si irradia dalla base del cranio.
Il loro numero e la loro forma possono variare tra le diverse specie di pesci, e talvolta vengono utilizzati in ambito tassonomico per classificare e distinguere le specie.